# Claudio Ferretti
Claudio Ferretti (Roma, 21 aprile 1943 – Roma, 21 maggio 2020) è stato un giornalista, scrittore, conduttore radiofonico, televisivo e radiocronista sportivo italiano.

## Biografia
Figlio del noto radiocronista Mario Ferretti (1917-1977), entrò alla Rai come collaboratore nel 1963 e venne assunto avendo vinto il concorso per radiotelecronisti del 1968. Negli anni settanta e ottanta fu una delle voci più popolari della trasmissione Tutto il calcio minuto per minuto (nella quale aveva debuttato nel 1966), sostituendo anche talvolta alla conduzione Roberto Bortoluzzi. Oltre al calcio, come inviato seguì l'atletica, il basket (di cui non solo fu radiocronista, ma in qualche occasione sostituì Massimo De Luca alla conduzione di Tuttobasket) il pugilato (sua la radiocronaca del primo match tra Benvenuti e Monzon) e in particolare il ciclismo (famoso il suo racconto dalla motocicletta della sfida tra Bertoglio e Galdós, sullo Stelvio, durante l'ultima tappa del Giro d'Italia del 1975, che i Têtes de Bois adotteranno come colonna sonora dello spettacolo musicale I riciclisti).
Nel 1988, passò alla televisione, diventando conduttore della principale edizione del TG3 e successivamente di programmi quali È quasi goal (con Sandro Ciotti), Anni azzurri, Telesogni e L'una italiana, dei quali fu anche curatore. Nel 1993 fu a capo della redazione sportiva del TG3; poi di quella culturale. Dal 1998 al 2000, al Giro d'Italia condusse Il processo alla tappa, prima edizione moderna della trasmissione ideata e condotta da Sergio Zavoli.
Autore, tra l'altro, di due libri sulla storia della Rai, Mamma Rai (con Barbara Scaramucci e Umberto Broccoli) e RicordeRai (ancora con Barbara Scaramucci), lasciò l'azienda nel 2003 e intensificò la sua attività di scrittore, curando anche, con Augusto Frasca, l'Enciclopedia dello sport per Garzanti nel 2008. Con la collana di videocassette Le grandi emozioni dello sport, pubblicò la più completa raccolta di immagini dello sport mondiale dalla fine della guerra alla metà degli anni novanta.
Ferretti, sebbene fosse notoriamente un tifoso della Lazio, era considerato sempre imparziale nella sua professione e come radiocronista.
Il 10 gennaio 2010 tornò, dopo ventidue anni di assenza, al microfono di Tutto il calcio minuto per minuto. In occasione della puntata speciale per il cinquantesimo compleanno della trasmissione, affiancò nella circostanza Riccardo Cucchi da Firenze per Fiorentina-Bari (2-1).
Al cinema la sua voce si ascolta all'inizio del film No, il caso è felicemente risolto (1973) e ne Il tango della gelosia (1981).
È morto a Roma il 21 maggio 2020 a 77 anni.

## Opere
- Le 40 leggende dello sport italiano (Edizioni Paoline, 1977)
- Tutto il ciclismo (SEI, 1979)
- Quella maglia bianco celeste (Logos TV, 1987)
- La stanza di Berkeley (Metis, 1995)
- Mamma Rai (Le Monnier, 1997) (con Umberto Broccoli e Barbara Scaramucci)
- Telesogni dalla A alla Z (RAI-ERI, 1999) (con Umberto Broccoli)
- Anni azzurri (Le Monnier 2000)
- RicordeRai 1924-1954-2004 (RAI-ERI, 2004) (con Barbara Scaramucci)
- Sfide e campioni (Electa, 2005)
- Discipline e record (Electa, 2005)
- Televisione. Programmi e personaggi (Electa, 2005)
- La vita è tutta un quiz (RAI-ERI, 2005) (con Barbara Scaramucci)
- Campioni del mondo (Mondadori, 2006)
- Grande enciclopedia per ragazzi. Sport (L'Espresso-Electa, 2006)
- Enciclopedia Garzantine dello Sport (Garzanti, 2008) (curata con Augusto Frasca)
- Roma 1960, le Olimpiadi della TV (RAI-ERI, 2010) (con Barbara Scaramucci)
- 100 anni azzurri (Mondadori, 2010)
- RicordeRai 1924-1954-2014 (RAI-ERI, 2014) con Barbara Scaramucci